# Ferdinand Corrèges
 (avril 2021).
Si vous disposez d'ouvrages ou d'articles de référence ou si vous connaissez des sites web de qualité traitant du thème abordé ici, merci de compléter l'article en donnant les références utiles à sa vérifiabilité et en les liant à la section « Notes et références ».
Pour l’article ayant un titre homophone, voir Le Corrège.
Jean Marie Joseph Ferdinand Corrèges, fils du peintre François Corrèges, est né à Bayonne en 1844 et mort dans la même ville le 15 avril 1904. Il fut artiste dessinateur et peintre. Il est principalement connu pour ses aquarelles figuratives ethnographiques ou historiques.

## Biographie
Ferdinand Corrèges étudie à partir de 1865 à la section d'architecture de l'École des beaux-arts de Paris. 
Il réside toute sa vie à Bayonne. Il puise dans les paysages basques et gascons l'essentiel de son inspiration artistique.
Il effectue cependant deux voyages en 1895, le premier en Espagne (Burgos, l'Escorial, Tolède et Madrid), le second en Italie (Milan, Florence, Venise, Rome et Naples). 

## Œuvres
Les principales œuvres de Ferdinand Corrèges sont :
- Eaux-fortes du Pays de Gosse (Landes) : La Croix de Bégars à Ste-Marie de Gosse, Le Moulin de Gayrosse, La Forge de Loustalot, Le Moulin de Maricot, Le Tuc de Bonnehont, La Maison de Chin, La maison blanche (Maysoun Blanque) (1885)
- 27 dessins illustrant l'ouvrage de Henry O'Shea La maison basque (1886)
- Le moulin de Hayet, L'Adour à Blanc-Pignon, Le carrefour de la Boucherie, eaux-fortes (1887)
- Recherches historiques sur les fortifications du Vieux Bayonne, 12 eaux-fortes (1887)
- Le port de Bayonne, Château Vieux, Vue sur les remparts et Cathédrale de Bayonne, eaux-fortes (1890)
- Ouvrage Bayonne à l'eau-forte, eaux-fortes (1891)
- Plan cavalier de la ville de Bayonne au XVe siècle, dessin effectué en collaboration avec Édouard Ducéré (1885)
- Une rue à Garris, Bastion de Mousserolles, eaux-fortes, Le portail nord de la Cathédrale, dessin (1892)
- 40 eaux-fortes illustrant l'ouvrage d'Édouard Ducéré Bayonne historique et pittoresque (1893)
- Église de Saint-Jean-de-Luz et Vue de Ciboure, eaux-fortes (1893)
- Ouvrage Les environs de Bayonne, eaux-fortes (1895)
- Vue de Socoa, Une rue à Ciboure, Le pont suspendu à Cambo et Une rue à Cambo, eaux-fortes (1903)
- Environs de Ciboure, Sainte Engrâce, caserne des douaniers et hôtel des voyageurs, Moulin de Kakouetta, Le casino de Biarritz après l'incendie du 16.10.1886, Intérieur de maison basque, Type de porte à Espelette en Labourd, Maison du Bas-Cambo, Cimetière des Anglais, Fontarabie, Pont de Bidarray, L'artillerie et les Arsenaux de Bayonne (eaux-fortes non datées), Ruines du château de Bidache (dessin noir et blanc non daté), dessins de monuments funéraires du Pays basque (dessins non datés).